# Cuarteto de cuerda n.º 18 (Mozart)
El Cuarteto de cuerda n.º 18 en la mayor, K. 464, de Wolfgang Amadeus Mozart, conocido en ocasiones como Cuarteto del tambor, es el quinto de los Cuartetos dedicados a Haydn. Fue completado en 1785: El catálogo autógrafo de Mozart muestra la fecha de composición: «1785. / el 10 de enero».

## Estructura
Consta de cuatro movimientos:
1. Allegro.
2. Menuetto y Trio.
3. Andante.
4. Allegro non troppo.

## Rasgos característicos
La pieza entera se caracteriza por el uso de varios recursos contrapuntísticos diferentes. En Inglaterra, «este cuarteto se conoce como el Drum (en inglés, "el tambor") porque la parte del violonchelo en variación [en el Andante] mantiene un movimiento en staccato con carácter percutivo».
Este cuarteto fue el modelo para el Cuarteto de cuerda en la mayor, Opus 18 n.º 5 de Ludwig van Beethoven.
En su biografía de Mozart titulada Mozart: A Life, el musicólogo y especialista en Mozart Maynard Solomon cita que Beethoven dijo a su discípulo Carl Czerny que esta obra, con sus complejas técnicas contrapuntísticas, era la forma de Mozart de decir al mundo: «Mira lo que sería capaz de producir, solo si tú estuvieras preparado para ello».
Incluso aunque es uno de los cuartetos más extensos de Mozart, presenta una gran economía de la escritura. El finale es tan monotemático como cualquier cosa que Haydn no haya escrito, con todo el desarrollo derivando de las dos frases iniciales, y el uso por parte de los otros movimientos de una cantidad muy pequeña de material melódico asimismo para sus secciones de desarrollo. El minueto, por ejemplo, se construye fundamentalmente a partir de dos breves motivos. 